# TrueType
TrueType je standard pro popis vektorových počítačových písem – fontů, vyvinutý koncem 80. let společnostmi Microsoft a Apple jako konkurenční formát k fontům Adobe Type 1, používaných v jazyce PostScript.
Technologie TrueType používá polynomy 2. stupně (B-spline funkce) pro rychlejší rastrování, probíhající na úrovni operačního systému (daní za to je cca dvojnásobná velikost souborů), zatímco Type 1 je popsáno polynomy 3. stupně (tzv. Bézierovy křivky) a původně předpokládalo rastrování písma až v postscriptové tiskárně. Zpočátku vznikalo mnoho truetypových fontů převodem právě z Adobe Type 1, jichž existovaly rozsáhlé knihovny.
Podpora TrueType je implementována v operačních systémech Microsoft Windows (od verze 3.1) a GNU/Linux (FreeType).
Soubory TrueType v operačním systému Windows mají příponu .ttf, .tte (TrueType Collections, balíčky fontů, mají .ttc), v OS X .dfont.
Jeho nástupcem je OpenType, který v sobě spojuje to nejlepší z TrueType a konkurenčního standardu PostScript Type 1 a má mnohem lépe řešené problémy s lokalizací písem.
Je-li tento typ správně definován pro použití na postscriptových tiskárnách, dosahuje stejné kvality jako Adobe Type 1.